# Fondo Nacional de Recursos
El Fondo Nacional de Recursos es un organismo público de Uruguay.   

## Misión
Financiar en forma eficiente procedimientos de medicina altamente especializada y medicamentos de alto precio, comprendidos en las normativas de cobertura vigentes, para los usuarios del Sistema Nacional Integrado de Salud, contribuyendo a la mejora de la calidad y la sostenibilidad económico-financiera del sistema.

## Beneficiarios
Son beneficiarios del mismo todas aquellas personas radicadas en Uruguay que cuenten con una cobertura formal de salud: usuario del sistema público de asistencia,  a través del Fondo Nacional de Salud o mediante una Institución de Asistencia Médica Privada o Seguro Integral como aportante individual. 
En el caso de los procedimientos cubiertos estos se efectúan a través de los Institutos de Medicina Altamente Especializada (IMAE) que son prestadores públicos o privados, que cuentan con la habilitación del Ministerio de Salud Pública para su realización. 
Según un dictamen de la Facultad de Medicina de la Universidad de la República, “se entiende por medicina altamente especializada aquella que requiere una gran concentración de recursos humanos y materiales para un escaso número de pacientes en los que está en juego el pronóstico vital o funcional, articulados en forma tal que permitan obtener la excelencia asistencial”.
Para el caso de los medicamentos cubiertos, los mismos se entregan directamente al beneficiario o son enviados a la institución médica que otorga la cobertura de asistencia al paciente quien se encargará de su conservación adecuada y administración. 
Tanto los procedimientos como los medicamentos están regulados por normativas de cobertura financiera, que son elaborados por profesionales especializados, tomando como base las recomendaciones de la Comisión Técnico Asesora y a la resolución del Ministerio de Salud Pública en la inclusión al PIAS y al Formulario Terapéutico de Medicamentos (FTM) en el caso de los medicamentos.
Además de la gestión de la cobertura financiera de estas prestaciones, el FNR ha desarrollado Programas de Prevención, vinculados a las enfermedades que se tratan con procedimientos o medicamentos financiados: Programa de Salud Renal, Atención de la adicción al tabaco y Programa de Prevención Secundaria Cardiovascular. En este marco se desarrollan actividades y se proveen insumos para la prevención de determinadas patologías.

## Historia
Fue proyectado e impulsado por los doctores Oscar Guglielmone y Orestes Fiandra en los años ochenta. Comenzó  a funcionar el 1° de diciembre de 1980 a partir de la aprobación del decreto Ley 14.897.
Su creación permitió el financiamiento de nuevas tecnologías médicas para el país, y al mismo tiempo, la democratización del acceso a ellas sin limitaciones económicas.
A través de dicho sistema,  todas las instituciones públicas y privadas reaseguran a sus beneficiarios para situaciones médicas "catastróficas"; es decir, aquellas que por su alto costo y baja frecuencia podrían desfinanciar una institución.
En diciembre de 1992  debió modificarse su marco normativo con la aprobación de la Ley 16.343. Este nuevo texto incrementó la representación del sector privado en la conformación de la Comisión Honoraria Administradora y estableció la cobertura de tratamientos en el exterior cuando se cumplen determinadas condiciones.
En sus orígenes, el fondo financiaba los cateterismos cardíacos, la cirugía cardíaca, el implante de prótesis de cadera, la hemodiálisis, el trasplante renal y los marcapasos; posteriormente incorporó a la cobertura la angioplastia coronaria, la prótesis de rodilla, la litotricia, el tratamiento de quemados, el trasplante de médula ósea y el trasplante cardíaco. 
En este último período se incorporaron otros procedimientos como el implante coclear y el implante de cardio-desfibrilador, entre otros. 
Por su parte, en 2005, la Ley 17.930 en su artículo 313 (ley de presupuesto 2005-2009) introdujo modificaciones a los fines del fondo, tales modificaciones se materializaron en la incorporación de los medicamentos de alto precio a su cobertura. 
En 2006, se produjo la primera resolución  por la que se excluyeron técnicas de la cobertura, debido a que no reunían los requisitos de medicina altamente especializada.
En 2010,  la Ley 18.834 facultó al Fondo a brindar servicios a terceros, personas físicas o jurídicas, públicas o privadas, en lo relativo a evaluación, auditorías, capacitación, revisión de procesos, estudios de costos y diseño de sistemas de gestión, tendientes a lograr mejoras en la calidad de la gestión de los servicios de salud. 
A fin de llevar a cabo este cometido, se habilitó a suscribir convenios de gestión con las entidades públicas o privadas, estatales o no estatales, que tengan directamente a su cargo la asistencia médica de afiliados, beneficiarios o usuarios que sean asistidos en relación con afecciones técnicas o medicamentos con cobertura financiera del Fondo. 
En 2012, la Ley 18.996, en su artículo 198 (Rendición de cuentas), facultó al FNR a exigir a quienes se relacionen financiera o técnicamente con este, la declaración de conflictos de intereses que puedan producirse en relación con la comercialización, producción, financiamiento o utilización de determinadas tecnologías, dispositivos, actos médicos o medicamentos.
En 2015, de acuerdo a lo establecido en la Ley 19.167,el FNR comenzó a financiar el Tratamiento de Infertilidad Humana mediante técnicas de Reproducción Asistida de alta complejidad.
También en 2015,  la Ley 19.355 (Presupuesto nacional) en su artículo 462,  estableció que la aprobación y registro en el Ministerio de Salud Pública de especialidades farmacéuticas deberá ser precedida de informe técnico favorable de eficacia y seguridad. La incorporación de dichas especialidades al Formulario Terapéutico de Medicamentos y a los programas integrales de prestaciones consagrados en el artículo 45 de la Ley 18.211, deberá contar para el caso de los medicamentos a financiar por el Fondo, con informe técnico previo realizado por representantes de la Facultad de Medicina, del cuerpo médico nacional, del Ministerio de Salud Pública y del FNR en el marco de la Comisión Técnica Asesora
En el artículo 464, se señala que los institutos e instituciones  (según lo establecido en artículo 276 de la Ley 18.834, de 4 de noviembre de 2011) que no suscriban el convenio de gestión en el plazo establecido o incumplan el mismo, además de las facultades a que refiere el artículo, no accederán, en tanto persista el incumplimiento, al certificado que acredita estar al día en el cumplimiento de sus obligaciones con el Fondo Nacional de Recursos, que les habilita a realizar cualquier tipo de gestión de Previsión Social y los Ministerios de Economía y Finanzas, de Trabajo y Seguridad Social y de Salud Pública.
En el artículo 465, estableció que el FNR podrá realizar auditorías en las historias clínicas de los pacientes de los institutos y entidades a quienes se les financien actos médicos o medicamentos, a efectos de realizar una debida evaluación del cumplimiento de las obligaciones asumidas en los convenios de gestión.
A lo largo de su historia, el Fondo Nacional de Recursos ha permitido que más de 300 mil personas reciban tratamientos y asistencia médica altamente especializada en forma equitativa. Se puede afirmar que Uruguay es de los pocos países del mundo que solucionó el acceso de toda su población a la medicina de alto costo.

## Autoridades
De acuerdo a lo establecido en la legislación el FNR es administrado por una Comisión Honoraria Administradora que está compuesta por nueve miembros de la siguiente forma :
- Tres representantes del Ministerio de Salud Pública de Uruguay, uno de los cuales es el ministro de Salud Pública o quien lo represente.
- El Ministro de Economía y Finanzas o quien lo represente.
- Tres representantes de las Instituciones de Asistencia Médica Colectiva o Asociaciones de Segundo grado integradas por las mismas, que son: la Federación Médica del Interior, la Unión de la Mutualidad y el Centro de Asistencia del Sindicato Médico del Uruguay (CASMU).
- Un representante de los Institutos de Medicina Altamente especializada.
- Un representante del Banco de Previsión Social.

Según lo establecido por la ley la Comisión Honoraria Administradora será presidida por el ministro de Salud Pública o quien lo represente.

## Directores
Han sido directores generales del Fondo Nacional de Recursos: 
| Director           | Período   |
| ------------------ | --------- |
| Conrado Bonilla    | 2001-2003 |
| Alberto Sayagués   | 2003-2005 |
| Mario Guerrero     | 2005-2014 |
| Alicia Ferreira    | 2015-2020 |
| María Ana Porcelli | 2020-     |